# Alocasia sanderiana
Alocasia sanderiana, comúnmente conocida como la planta kris, cara de caballo u oreja de elefante, es una planta rizomatosa herbácea que puede alcanzar una altura de hasta 150 cm de la familia Araceae. Es endémica de  Misamis Occidental y Bukidnon, en Filipinas. Está clasificado como en peligro crítico por la Unión Internacional para la Conservación de la Naturaleza (UICN).

## Descripción

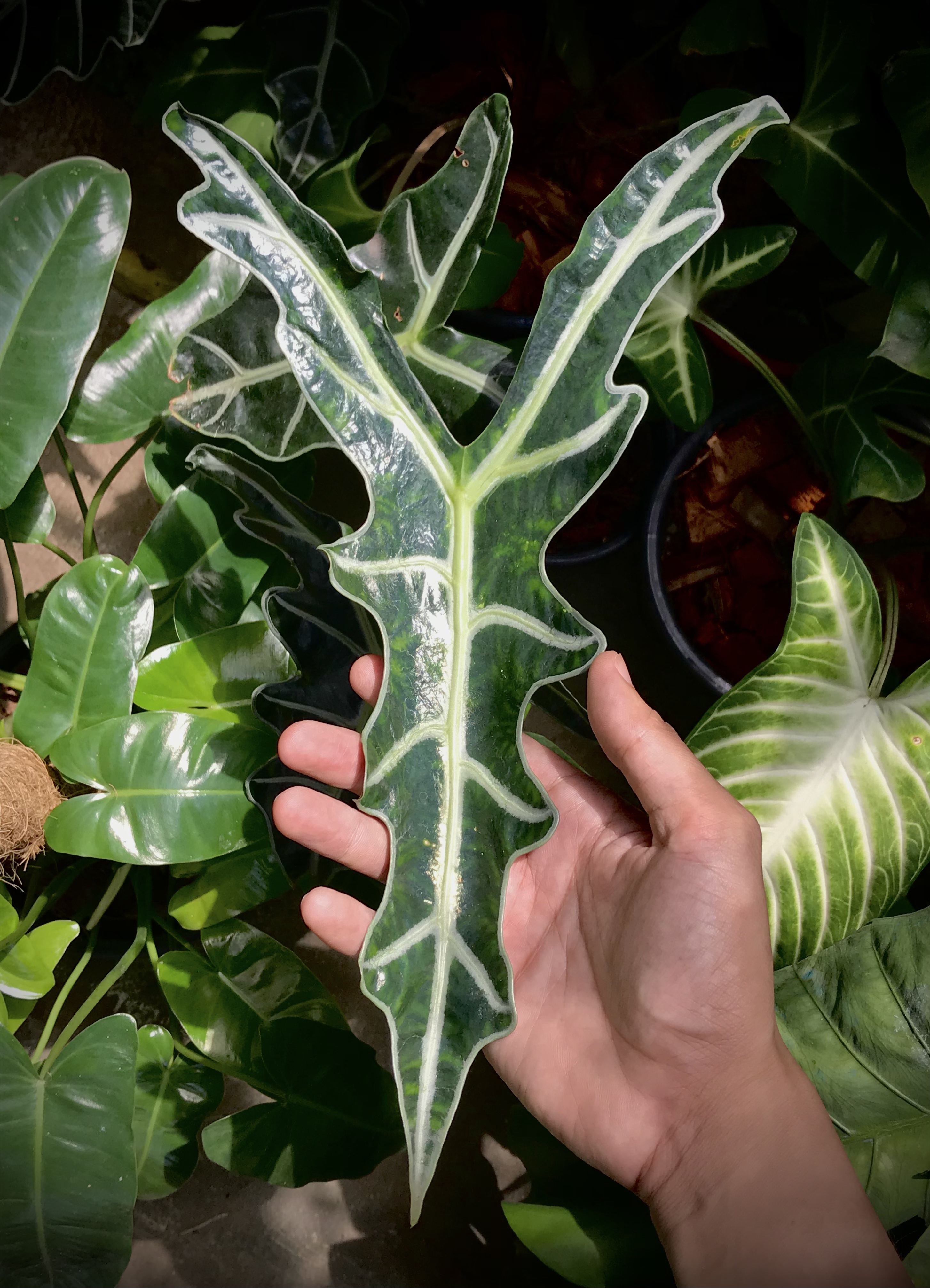
Alocasia sanderiana cultivada

Alocasia sanderiana también se conoce como la planta kris debido a la semejanza de los bordes de sus hojas con la hoja ondulada de la daga kalis (también conocida como kris o keris). Es una planta perenne tropical con hojas verticales brillantes, en forma de V y profundamente lobuladas. La planta puede ser de hasta 2 m (6 pies) de altura y grande en su hábitat nativo. Sin embargo, los ejemplares cultivados son más pequeños.
Posee hojas perennes, en forma de V, profundamente lobuladas y de color verde oscuro brillante con grandes venas blancas plateadas. Tienen aproximadamente 30–40 cm (12-16 pulgadas) de largo y 15–20 cm (6-8 pulgadas) de ancho, con caras inferiores de color rojo-verde. El tallo de la hoja mide aproximadamente 60 cm de largo. El rizoma de Alocasia sanderiana se coloca verticalmente y se conoce como stock de raíces.
Tiene inflorescencias de color blanco cremoso que miden aproximadamente 15 cm (6 pulgadas) de largo, y están hechas de una espata verde y blanca que cubre las flores pequeñas. Las flores femeninas se agrupan en la parte inferior de la inflorescencia, mientras que las flores masculinas están en la parte superior. Los frutos son bayas de color rojo anaranjado y no son comestibles.

## Usos
1. Se cultiva como planta ornamental, por su gran follaje dramático. En climas no tropicales se utiliza como planta de interior.
2. Es utilizada para nanomateriales para combatir y prevenir las bacterias in vitro.